# 何謙 (明朝)
何谦（？—？），字非鳴，號鐵峯，南直隶苏州府昆山县人。

## 生平
曾祖何天衢以贡生擔任太平縣训导，個性坦易有操行。祖父何存仁，与叔祖何其智都以孝友著名。父何夢得，字原锡，萬曆四十四年恩贡，授官徽州府训导，未赴任就遭於父丧，過度憂傷而呕血死。
何谦登天啓四年（1624年）甲子科顺天乡试舉人，崇祯四年（1631年）辛未进士，初授江西新昌县知县，调任南昌县，才識比歷任官員练达，十年內清慎如一，后入朝行取。崇祯十六年（1643年），朝廷授職昌平巡撫，移镇居庸關，十七年（1644年）三月十五日，大順军隊攻至居庸关，监军太监杜之秩和总兵唐通不战而降，他和总兵马岱临阵脱逃，北走經過德州，得济王朱帥𨨢留下共事，不久送往南行。弘光年間和弃地巡抚王聚奎、陈睿谟、王扬基、郭景昌、河督黄希宪被逮捕入獄，南京失陷後憤恨而死。
墓在城西南生田村西原。